# 漁夫新玻璃介
漁夫新玻璃介（学名：Neocandona yüfuiia）为金星介科新玻璃介屬下的一个种。